# Хан-Ордаси
Хан-Ордаси́ (каз. Хан Ордасы) — село у складі Бокейординського району Західноказахстанської області Казахстану. Адміністративний центр Ординського сільського округу.
У радянські часи село називалось Урда.
Населення — 2168 осіб (2021; 1967 у 2009, 1922 у 1999, 1736 у 1989).